# تعطل

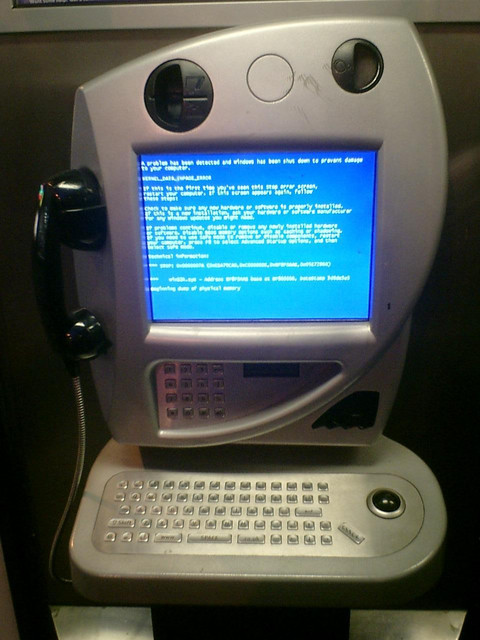
هاتف عمومي تعرض لخطأ فادح سبّب انهيار نظامه وتظهر شاشة الموت الزرقاء

في الحوسبة، التعطل  هي حالة تشير إلى توقف عمل برنامج حاسوب، مثلًا: برمجية تطبيقية أو نظام تشغيل. يؤدي التعطل غالباً إلى الخروج من البرنامج بشكلٍ كامل. وتجدر الإشارة إلى أنه في حال كان البرنامج المتضرر جزءاً مهماً من نظام التشغيل، فإن الحاسوب بكامله قد يتعطل مسبباً ما يعرف بذعر النواة أو الخطأ الفادح في النظام، وفي حالات نادرة قد يؤدي ذلك إلى فقدان الاستقرار في شبكة الحاسوب.
تحدث العديد من التعطلات نتيحة لواحدة أو عدة من الأوامر التي تعمل بشكل خاطئ، ومن الأمثلة على ذلك عداد البرنامج إلى عنوان غير صحيح أو حدوث تجاوز في سعة المخزن المؤقت وقيامه بالكتابة فوق جزء من نص البرنامج المتضرر وذلك بسبب وجود خطأ برمجي قديم. في كلا الحالتين، تقوم وحدة المعالجة المركزية بمحاولة الدخول إلى البيانات أو الذاكرة العشوائية، ولأن جميع قيم البيانات ممكنة الاختيار ولكنها غير صالحة للطلب فإن هذا غالباً ما يسبب استثناء الأمر غير الشرعي. يصادف أن تكون تلك البيانات أو القيم العشوائية أوامر صالحة على الرغم من عدم التخطيط المسبق لذلك؛ وهنا تعتبر مشكلة البرنامج الأصلي (الخطأ البرمجي) هي «المسبب» للتعطل ولكن الخطأ الفعلي قد يكون أمر غير قانوني.